# Canal de Pemba
O Canal de Pemba é um estreito no Oceano Índico que separa a ilha de Pemba do continente africano.